# Ričet
Ričet es un plato nacional de la cocina eslovena. Se trata de una especie de sopa densa y su principal ingrediente es la cebada. Tradicionalmente era servido a los prisioneros en las cárceles.

## Etimología
La palabra ričet es muy habitual en Eslovenia (incluyendo Liubliana), y deriva del término alemán estirio ritschet o ritschert. Los etimólogos sugieren que el ričet es una derivación de las expresiones: rutschen (delgado) y rutschig (en forma). De hecho ričet es un plato contundente.

## Características
Los frijoles se suelen poner en remojo unas horas antes de elaborar el ričet. Se cuecen las judías en un caldo hasta que se ablanden. En una sartén se saltea el puerro, el ajo y una hoja de laurel en manteca. Tras ello se agregan los frijoles y la cebada. Suele añadirse pedazos de carne de cerdo ahumado o seco (en algunos casos se emplea costillas de cerdo).